# MTV Australia Video Music Awards 2007
Die MTV Australia Video Music Awards 2007 wurden am 29. April 2007 in der Acer Arena, Sydney, New South Wales in Australien verliehen. Die dritte Ausgabe des Awards wurde von Fergie und Good Charlotte moderiert. Die Red Carpet Show moderierte Sophie Monk. Live traten unter anderem Pink, Silverchair, Billy Talent und Thirty Seconds to Mars auf. Zu den Präsentatoren gehörten auch Kristin Cavallari, Star der Reality-TV-Show Laguna Beach und der Cast der Fernsehserie Dirty Sanchez.
Ursprünglich sollte Snoop Dogg an der Verleihung als Komoderator teilnehmen, doch ihm wurde die Einreise nach Australien verweigert. Ursächlich dafür war eine Ablehnung des Visas durch Kevin Andrews, den Minister for Immigration, Citizenship and Multicultural Affairs von Australien, der mehrere Verstöße gegen das Betäubungsmittelgesetz, Festnahmen wegen Körperverletzung und illegalem Waffenbesitz anführte.

## Gewinner und Nominierte
Die Gewinner sind in Fettschrift.

### Video of the Year
Thirty Seconds to Mars – The Kill
- Christina Aguilera – Ain’t No Other Man
- Wolfmother – Joker and the Thief
- My Chemical Romance – Welcome to the Black Parade
- Justin Timberlake – What Goes Around.../...Comes Around
- Silverchair – Straight Lines
- Beyoncé – Irreplaceable

### Album of the Year
Evanescence – The Open Door
- Pink – I’m Not Dead
- Eskimo Joe – Black Fingernails, Red Wine
- Justin Timberlake – FutureSex/LoveSounds
- Red Hot Chili Peppers – Stadium Arcadium
- The Killers – Sam’s Town

### Best Male Artist
Shannon Noll – Lonely
- Justin Timberlake – What Goes Around.../...Comes Around
- Jay-Z – Show Me What You Got
- Damien Leith – Night of My Life
- Robbie Williams – Lovelight
- Akon – Smack That

### Best Female Artist
Pink – U + Ur Hand
- Fergie – Fergalicious
- Christina Aguilera – Ain’t No Other Man
- Beyoncé – Irreplaceable
- Nelly Furtado – Promiscuous
- Gwen Stefani – Wind It Up

### Best Group
Red Hot Chili Peppers – Dani California
- Wolfmother – Joker and the Thief
- Good Charlotte – Keep Your Hands off My Girl
- Eskimo Joe – Black Fingernails, Red Wine
- Silverchair – Straight Lines
- Panic! at the Disco – Lying Is the Most Fun a Girl Can Have Without Taking Her Clothes Off

### Spankin' New Artist
Teddy Geiger – For You I Will (Confidence)
- Stephanie McIntosh – Mistake
- Lily Allen – Smile
- Damien Leith – Night of My Life
- The Lost Gospel – Secret Agent
- Ne-Yo – So Sick

### Best Rock Video
Thirty Seconds to Mars – The Kill
- Eskimo Joe – Black Fingernails, Red Wine
- Jet – Rip It Up
- Good Charlotte – Keep Your Hands off My Girl
- Wolfmother – Joker and the Thief
- My Chemical Romance – Welcome to the Black Parade

### Best Pop Video
Guy Sebastian – Elevator Love
- Christina Aguilera – Ain’t No Other Man
- Gwen Stefani – Wind It Up
- Justin Timberlake – What Goes Around.../...Comes Around Interlude
- The Veronicas – Revolution
- Pink – U + Ur Hand

### Best Dance Video
Fedde le Grand – Put Your Hands Up 4 Detroit
- David Guetta vs The Egg – Love Don’t Let Me Go (Walking Away)
- Rogue Traders – In Love Again
- Bob Sinclar – Rock This Party (Everybody Dance Now)
- Sneaky Sound System – Pictures
- Bodyrox – Yeah Yeah

### Best Hip Hop Video
Snoop Dogg feat. R. Kelly – That’s That
- Hilltop Hoods – The Hard Road
- Lupe Fiasco – Kick, Push
- Chamillionaire – Ridin’
- Akon feat. Eminem – Smack That
- Fergie – London Bridge

### Sexiest Video
Fergie – Fergalicious
- Justin Timberlake – SexyBack
- Nelly Furtado – Maneater
- The Pussycat Dolls – I Don’t Need a Man
- Fedde le Grand – Put Your Hands Up for Detroit
- Beyoncé feat. Jay-Z – Déjà Vu

### Best Hook Up
Justin Timberlake feat. Timbaland – SexyBack
- Diddy and Christina Aguilera – Tell Me
- Akon feat. Eminem – Smack That
- The Pussycat Dolls feat. Snoop Dogg – Buttons
- U2 and Green Day – The Saints Are Coming
- Beyoncé feat. Jay-Z – Déjà Vu

### Download of the Year
Pink – Who Knew
- Youth Group – Forever Young
- AFI – Miss Murder
- Eskimo Joe – Black Fingernails, Red Wine
- Rihanna – SOS
- Snow Patrol – Chasing Cars

### Video Vanguard Award
- Silverchair

### Viewers Choice Australia
- Good Charlotte

### Viewers Choice New Zealand
- Goodnight Nurse

## Auftritte
- Thirty Seconds to Mars – The Kill
- Good Charlotte – Dance Floor Anthem (I Don’t Want to Be in Love)/Keep Your Hands off My Girl
- Pink – U + Ur Hand/Sweet Dreams/Get the Party Started
- Teddy Geiger – These Walls
- Damien Leith – Night of My Life
- Eskimo Joe – Black Fingernails, Red Wine
- Evermore – Light Surrounding You
- Sneaky Sound System – UFO
- Silverchair – Straight Lines
- Stephanie McIntosh – So Do I Say Sorry First?
- Fergie – Glamorous
- TV Rock and Dukes of Windsor – The Others
- Billy Talent – Fallen Leaves
- Juke Kartel – Throw It Away